# Thomas Callerud
Nils Håkon Thomas Callerud, né le 15 février 1949 à Stockholm, est un patineur artistique suédois. Il est quadruple champion de Suède entre 1968 et 1971.

## Biographie

### Carrière sportive
Thomas Callerud domine le patinage artistique masculin suédois de 1968 à 1971 en devenant quadruple champion de son pays.
Il représente son pays à quatre championnats européens (1968 à Västerås, 1969 à Garmisch-Partenkirchen, 1970 à Léningrad et 1971 à Zurich) et aux Jeux olympiques d'hiver de 1968 à Grenoble. Il ne participe jamais aux championnats du monde.

## Palmarès
| Compétitions principales | 1966 | 1967 | 1968 | 1969 | 1970 | 1971 | 1972 | 1973 | 1974 | 1975 | 1976 |
| Jeux olympiques d'hiver  |      |      | 27e  |      |      |      |      |      |      |      |      |
| Championnats du monde    |      |      |      |      |      |      |      |      |      |      |      |
| Championnats d'Europe    |      |      | 20e  | 20e  | 20e  | 17e  |      |      |      |      |      |
| Championnats de Suède    | 3e   | 2e   | 1er  | 1er  | 1er  | 1er  | F    |      |      | 2e   | 2e   |
| Légende : F = Forfait    |      |      |      |      |      |      |      |      |      |      |      |